# FIL-Sommerrodel-Cup 2016
Der FIL-Sommerrodel-Cup 2016 war die 24. Auflage des von der Fédération Internationale de Luge de Course veranstalteten Sommerrodel-Cups, der am 2. und 3. September 2016 auf der Rennschlittenbahn „Wolfram Fiedler“ in Ilmenau ausgetragen wurde. Es fanden Wettbewerbe in den Altersklassen Elite/Junioren und Jugend A statt, die jeweils in drei Läufen entschieden wurden. Es siegten Andi Langenhan und Dajana Eitberger in der Altersklasse Elite/Junioren sowie Jakob Jannusch und Vanessa Schneider in der Altersklasse Jugend A.

## Titelverteidiger
Beim FIL-Sommerrodel-Cup im September 2015 siegten Sascha Benecken und Dajana Eitberger in der Altersklasse Elite/Junioren sowie David Nößler und Antonia Weisemann in der Altersklasse Jugend A. Weisemann trat nicht zur Titelverteidigung an, sondern startete in der höheren Altersklasse Elite/Junioren, wo sie den Bronzerang belegte. Benecken nahm an der Veranstaltung nicht teil und verzichtete daher ebenso auf die Gelegenheit zur Titelverteidigung.

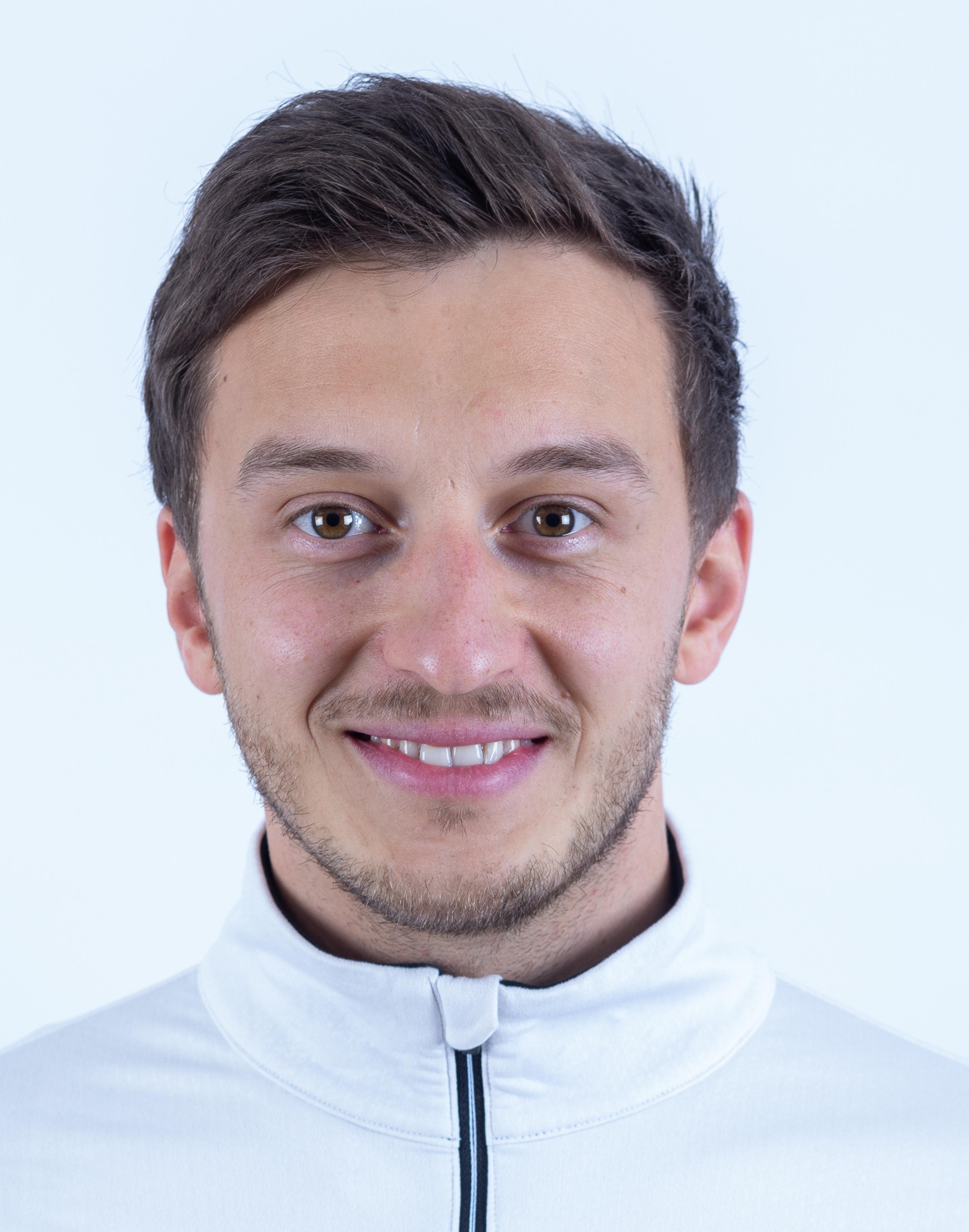
Sascha Benecken
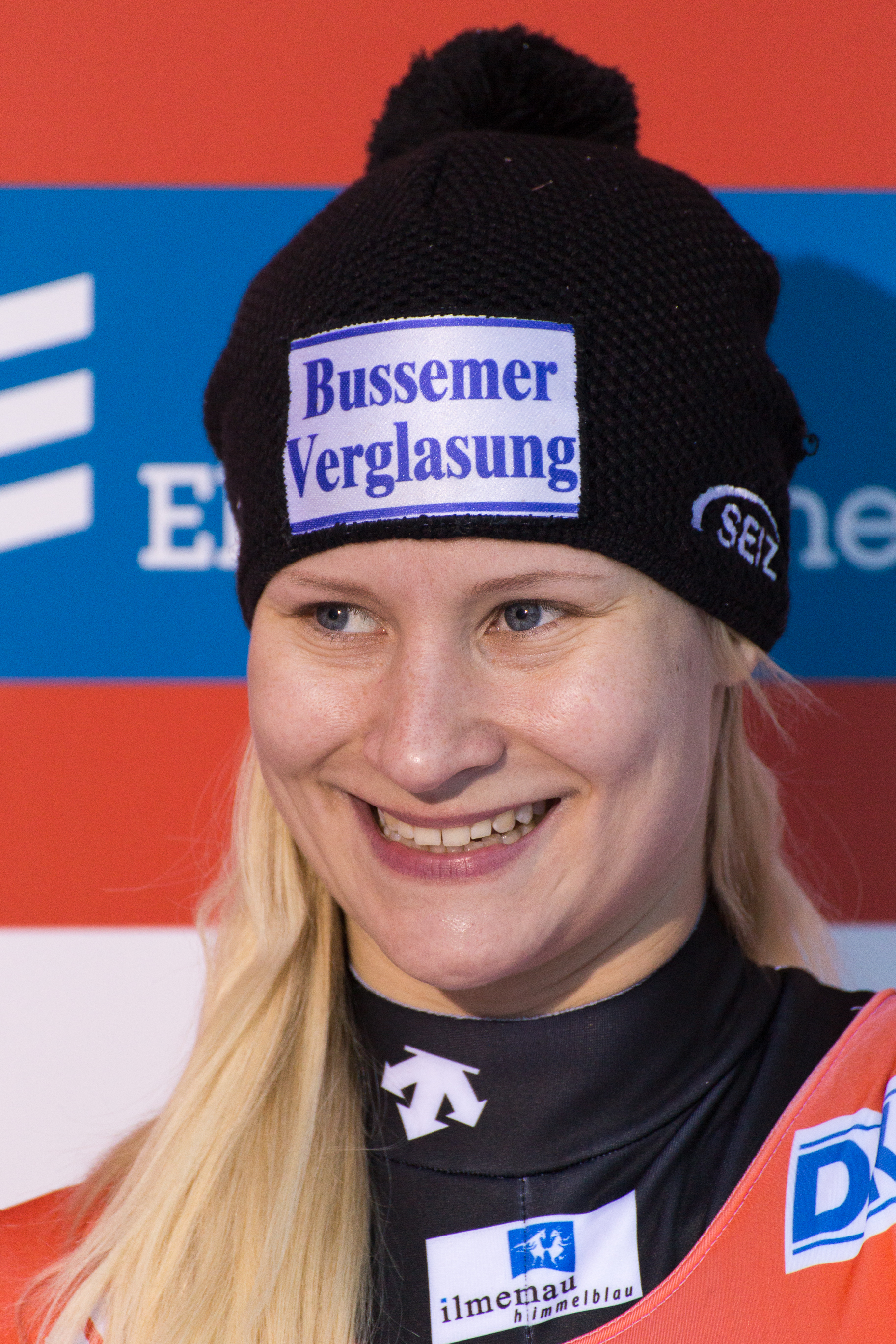
Dajana Eitberger
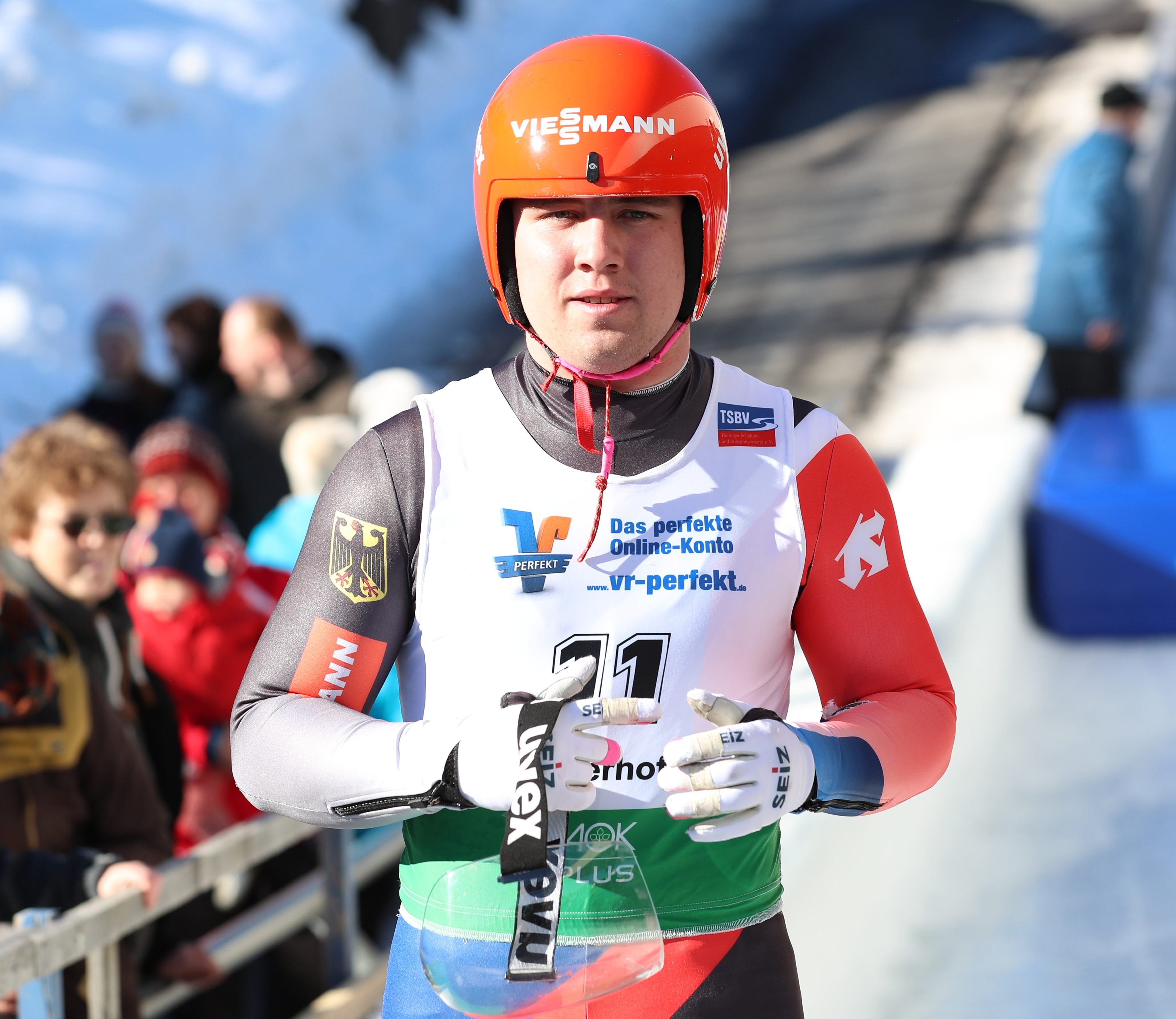
David Nößler
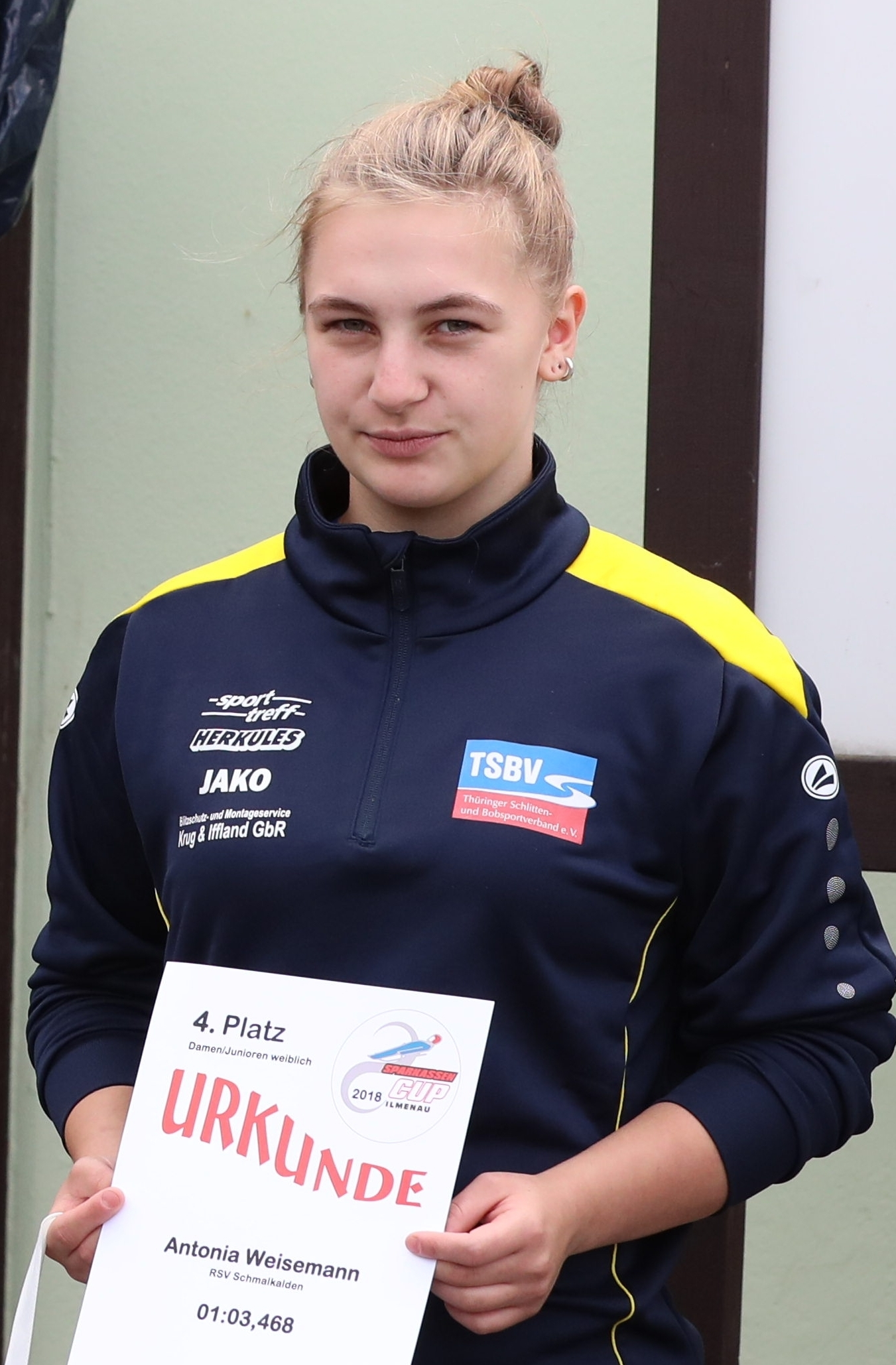
Antonia Weisemann

## Ergebnisse

### Altersklasse Elite/Junioren

#### Männer

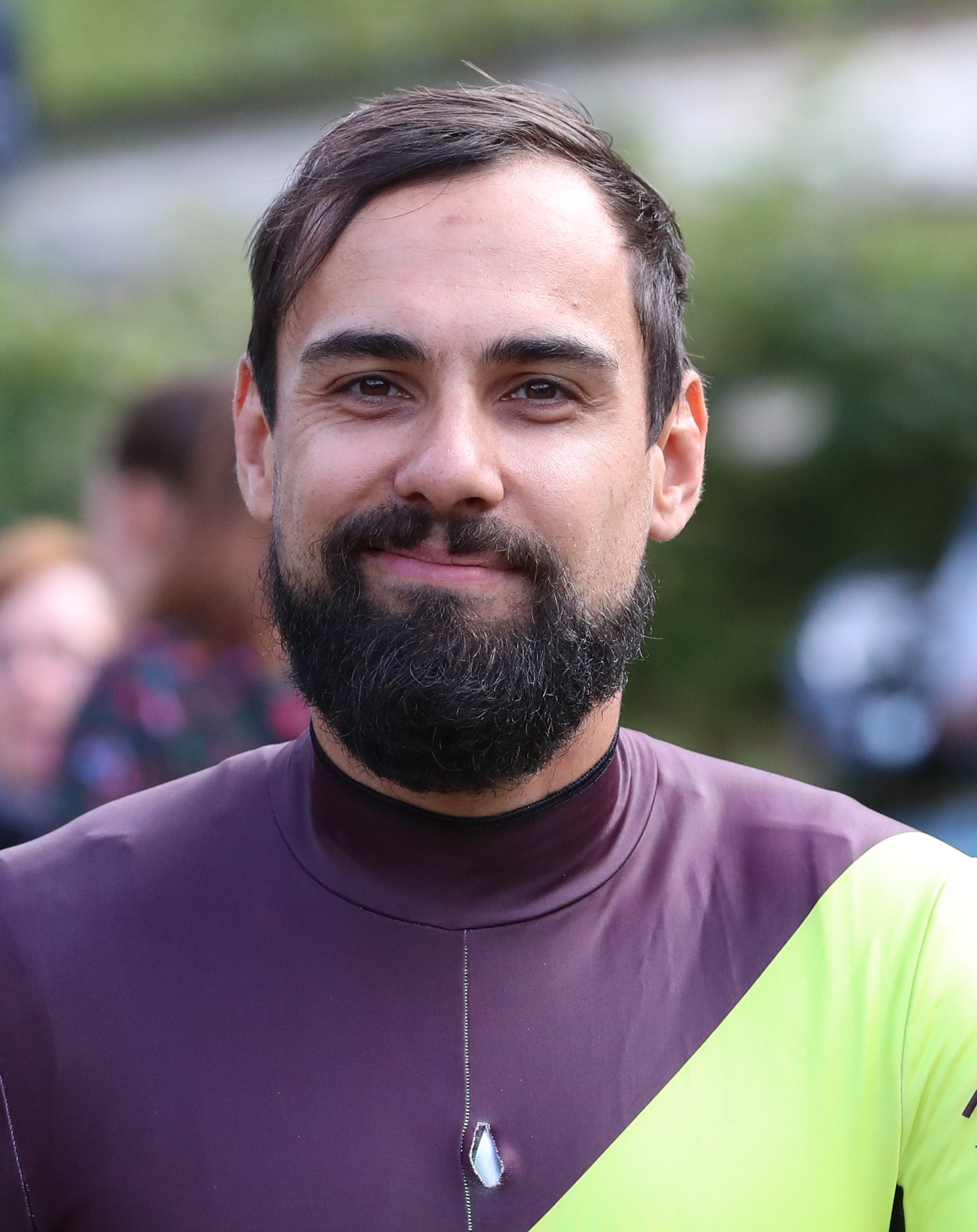
Andi Langenhan

| Platz             | Sportler                       | Laufzeit 1                     | Laufzeit 2                     | Laufzeit 3                     | Endzeit                        |
| ----------------- | ------------------------------ | ------------------------------ | ------------------------------ | ------------------------------ | ------------------------------ |
| 1                 | Andi Langenhan                 | 20,221 s (1)                   | 20,291 s (2)                   | 20,416 s (5)                   | 1:00,928 Minuten               |
| 2                 | Johannes Ludwig                | 20,361 s (2)                   | 20,404 s (3)                   | 20,257 s (1)                   | 1:01,022 Minuten               |
| 3                 | Reinhard Egger                 | 20,544 s (6)                   | 20,255 s (1)                   | 20,419 s (6)                   | 1:01,218 Minuten               |
| 4                 | Wojciech Chmielewski           | 20,490 s (4)                   | 20,491 s (7)                   | 20,380 s (3)                   | 1:01,361 Minuten               |
| 5                 | Florian Berkes                 | 20,584 s (7)                   | 20,537 s (10)                  | 20,373 s (2)                   | 1:01,494 Minuten               |
| 6                 | Florian Löffler                | 20,447 s (3)                   | 20,516 s (9)                   | 20,534 s (8)                   | 1:01,497 Minuten               |
| 7                 | Mateusz Sochowicz              | 20,752 s (9)                   | 20,433 s (5)                   | 20,398 s (4)                   | 1:01,583 Minuten               |
| 8                 | Toni Gräfe                     | 20,502 s (5)                   | 20,508 s (8)                   | 20,609 s (11)                  | 1:01,619 Minuten               |
| 9                 | Max Langenhan                  | 20,659 s (8)                   | 20,413 s (4)                   | 20,556 s (9)                   | 1:01,628 Minuten               |
| 10                | Sebastian Bley                 | 20,766 s (11)                  | 20,602 s (11)                  | 20,477 s (7)                   | 1:01,845 Minuten               |
| 11                | Moritz Bollmann                | 21,028 s (12)                  | 20,472 s (6)                   | 20,595 s (10)                  | 1:02,095 Minuten               |
| 12                | Hannes Orlamünder              | 21,762 s (10)                  | 20,632 s (12)                  | 20,787 s (12)                  | 1:02,181 Minuten               |
|                   | Thomas Jaensch                 | ausgeschieden im Hoffnungslauf | ausgeschieden im Hoffnungslauf | ausgeschieden im Hoffnungslauf | ausgeschieden im Hoffnungslauf |
| Paul Gubitz       | ausgeschieden im Hoffnungslauf | ausgeschieden im Hoffnungslauf | ausgeschieden im Hoffnungslauf | ausgeschieden im Hoffnungslauf |                                |
| Paul-Lukas Heider | ausgeschieden im Hoffnungslauf | ausgeschieden im Hoffnungslauf | ausgeschieden im Hoffnungslauf | ausgeschieden im Hoffnungslauf |                                |
| Thomas Steu       | ausgeschieden im Hoffnungslauf | ausgeschieden im Hoffnungslauf | ausgeschieden im Hoffnungslauf | ausgeschieden im Hoffnungslauf |                                |
| Max Ewald         | ausgeschieden im Hoffnungslauf | ausgeschieden im Hoffnungslauf | ausgeschieden im Hoffnungslauf | ausgeschieden im Hoffnungslauf |                                |
| Maciej Kiełbasa   | ausgeschieden im Hoffnungslauf | ausgeschieden im Hoffnungslauf | ausgeschieden im Hoffnungslauf | ausgeschieden im Hoffnungslauf |                                |

#### Frauen

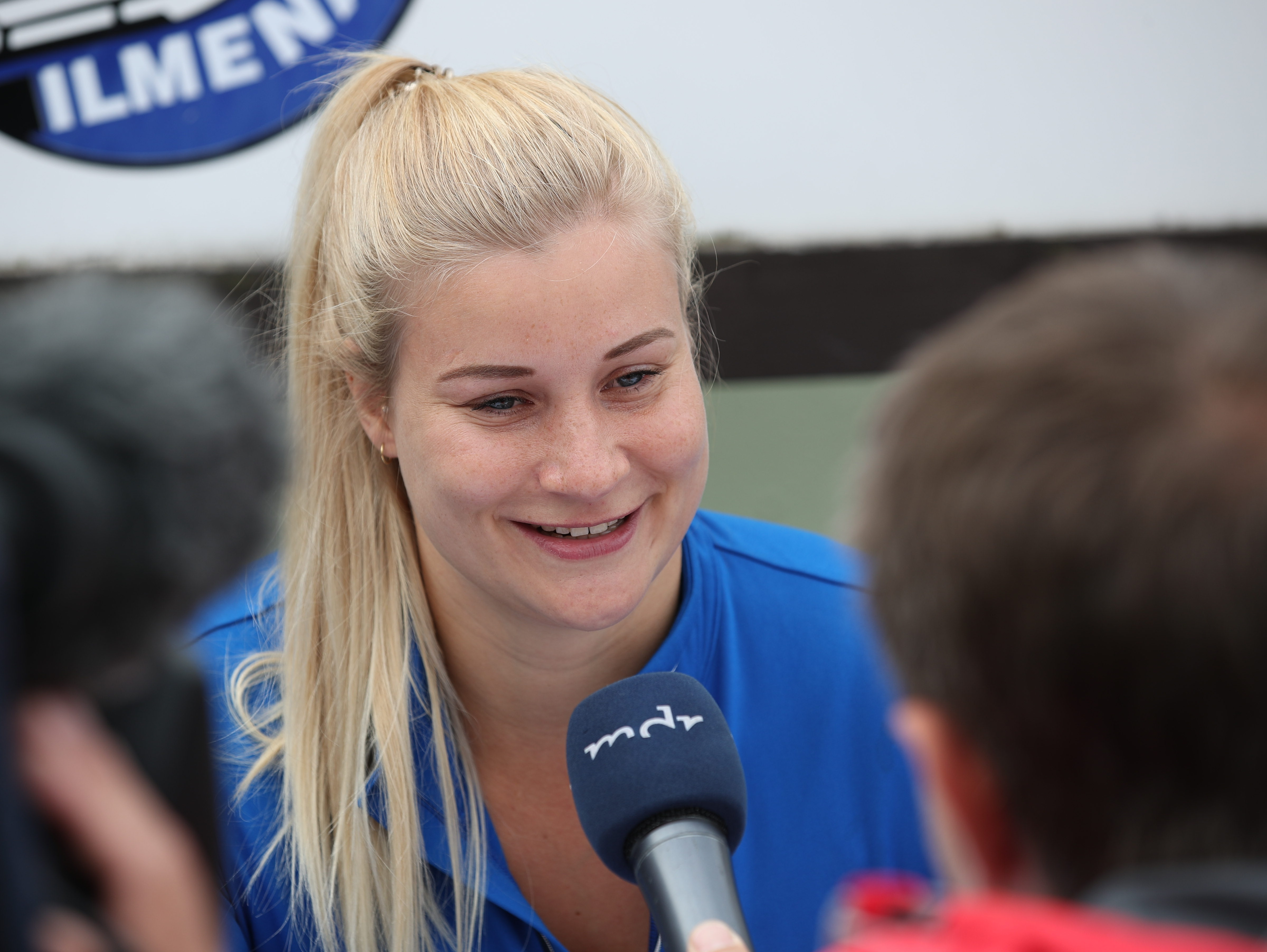
Dajana Eitberger

| Platz | Sportler          | Laufzeit 1   | Laufzeit 2   | Laufzeit 3   | Endzeit          |
| ----- | ----------------- | ------------ | ------------ | ------------ | ---------------- |
| 1     | Dajana Eitberger  | 20,936 s (1) | 20,899 s (1) | 21,013 s (1) | 1:02,848 Minuten |
| 2     | Julia Orlamünder  | 21,096 s (2) | 21,395 s (4) | 21,142 s (3) | 1:03,633 Minuten |
| 3     | Antonia Weisemann | 21,377 s (4) | 21,206 s (2) | 21,096 s (2) | 1:03,679 Minuten |
| 4     | Anna Saulīte      | 21,376 s (3) | 20,242 s (3) | 21,486 s (4) | 1:04,104 Minuten |

### Altersklasse Jugend A

#### Männlich

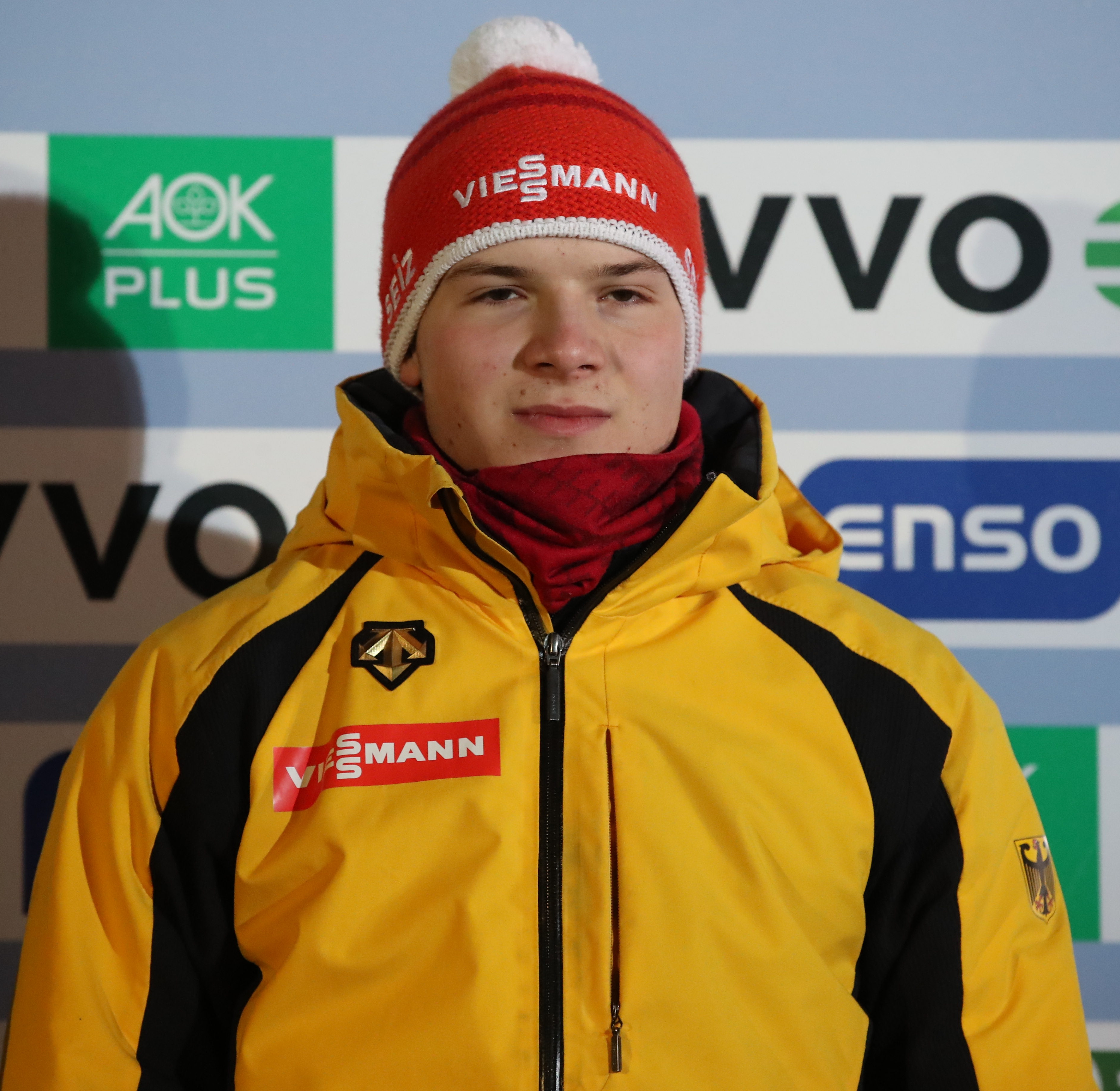
Jakob Jannusch

| Platz | Sportler          | Laufzeit 1   | Laufzeit 2   | Laufzeit 3   | Endzeit          |
| ----- | ----------------- | ------------ | ------------ | ------------ | ---------------- |
| 1     | Jakob Jannusch    | 20,502 s (1) | 20,618 s (5) | 20,443 s (1) | 1:01,563 Minuten |
| 2     | David Nößler      | 20,598 s (3) | 20,523 s (2) | 20,481 s (3) | 1:01,602 Minuten |
| 3     | Kacper Tarnawski  | 20,612 s (4) | 20,566 s (4) | 20,444 s (2) | 1:01,622 Minuten |
| 4     | Mick Steittmann   | 20,624 s (5) | 20,479 s (1) | 20,574 s (4) | 1:01,650 Minuten |
| 5     | Elias Fleischmann | 20,547 s (2) | 20,528 s (3) | 20,580 s (5) | 1:01,655 Minuten |
| 6     | Mateusz Karaś     | 20,822 s (6) | 20,750 s (8) | 20,729 s (6) | 1:02,301 Minuten |
| 7     | Oskar Herkt       | 20,874 s (7) | 20,740 s (7) | 20,753 s (7) | 1:02,367 Minuten |
| 8     | Jakub Karaś       | 20,967 s (9) | 20,719 s (6) | 20,859 s (8) | 1:02,545 Minuten |
| 9     | Lionel Truthan    | 20,944 s (8) | 20,862 s (9) | 21,050 s (9) | 1:02,856 Minuten |

#### Weiblich

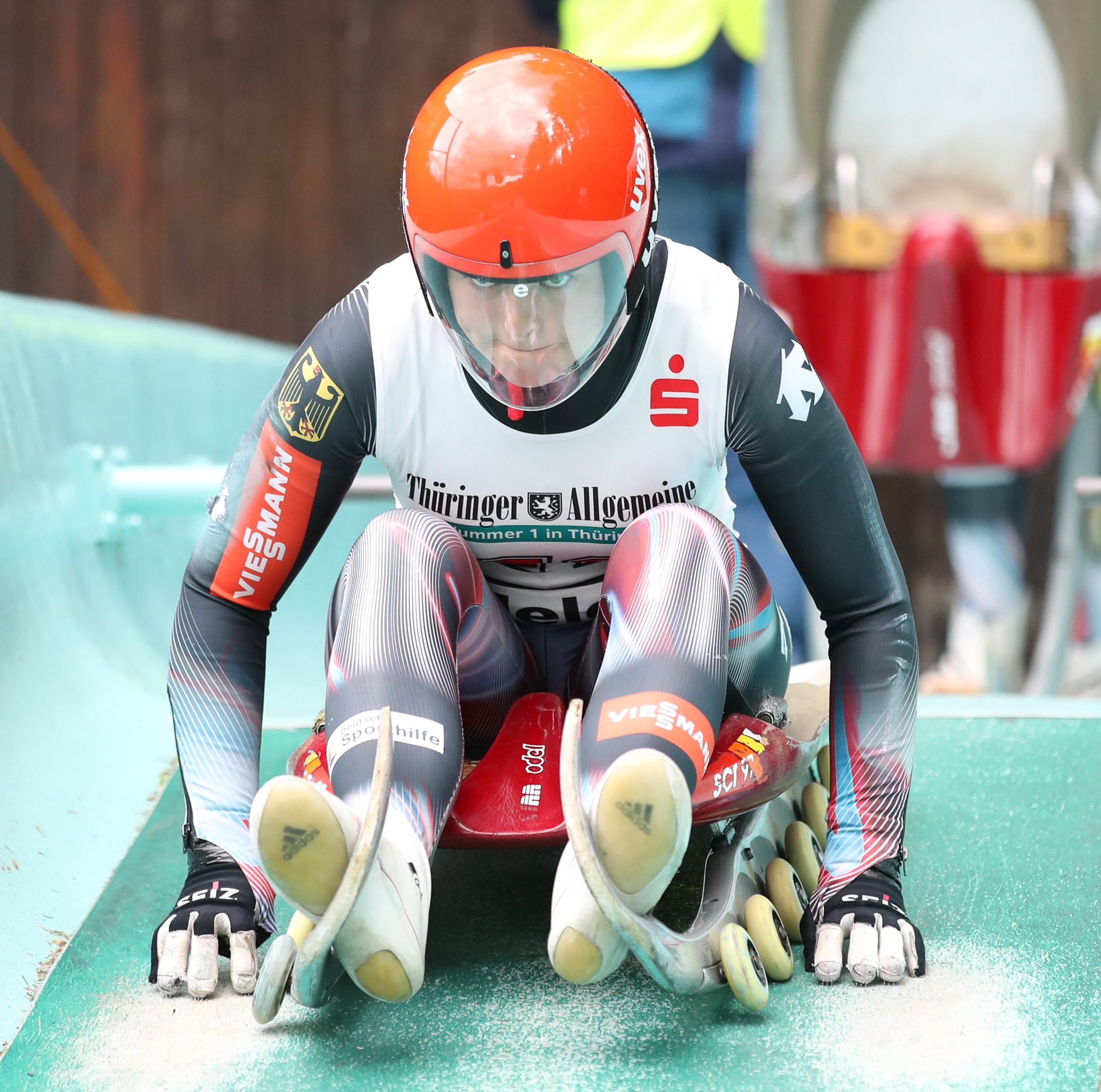
Vanessa Schneider

| Platz | Sportler               | Laufzeit 1    | Laufzeit 2    | Laufzeit 3    | Endzeit          |
| ----- | ---------------------- | ------------- | ------------- | ------------- | ---------------- |
| 1     | Vanessa Schneider      | 20,599 s (1)  | 20,503 s (1)  | 20,758 s (4)  | 1:01,860 Minuten |
| 2     | Selina-Marie Weißbrodt | 20,661 s (2)  | 20,537 s (2)  | 20,688 s (2)  | 1:01,886 Minuten |
| 3     | Viktoria Seidler       | 20,802 s (3)  | 20,647 s (3)  | 20,722 s (3)  | 1:02,171 Minuten |
| 4     | Julia Wagner           | 20,932 s (6)  | 20,683 s (4)  | 20,665 s (1)  | 1:02,270 Minuten |
| 5     | Klaudia Domaradzka     | 20,837 s (4)  | 21,002 s (6)  | 20,803 s (5)  | 1:02,642 Minuten |
| 6     | Natalia Jamróz         | 20,924 s (5)  | 21,055 s (7)  | 20,849 s (6)  | 1:02,828 Minuten |
| 7     | Nadia Chodorek         | 21,124 s (8)  | 21,328 s (9)  | 20,937 s (7)  | 1:03,389 Minuten |
| 8     | Natalia Wojnarowska    | 21,319 s (10) | 20,919 s (5)  | 21,156 s (9)  | 1:03,394 Minuten |
| 9     | Klaudia Ziarno         | 21,091 s (7)  | 21,582 s (11) | 21,134 s (8)  | 1:03,807 Minuten |
| 10    | Martyna Rzepecka       | 21,215 s (9)  | 21,363 s (10) | 21,330 s (10) | 1:03,908 Minuten |
| DNF   | Weronika Bryk          | 21,367 s (11) | 21,154 s (8)  | DNS           |                  |